# اس‌تی‌اس-۱۳۳
اس‌تی‌اس-۱۳۳ (انگلیسی: STS-133) یکی از ماموریت‌های برنامه شاتل‌های فضایی بود که در تاریخ ۲۴ فوریه ۲۰۱۱ از پایگاه فضایی کندی به مقصد ایستگاه فضایی بین‌المللی پرتاب شد. این مأموریت سی و نهمین و آخرین مأموریت شاتل دیسکاوری بود که برای تکمیل مونتاژ اجزا ایستگاه فضایی، انجام گرفت.

## نگارخانه

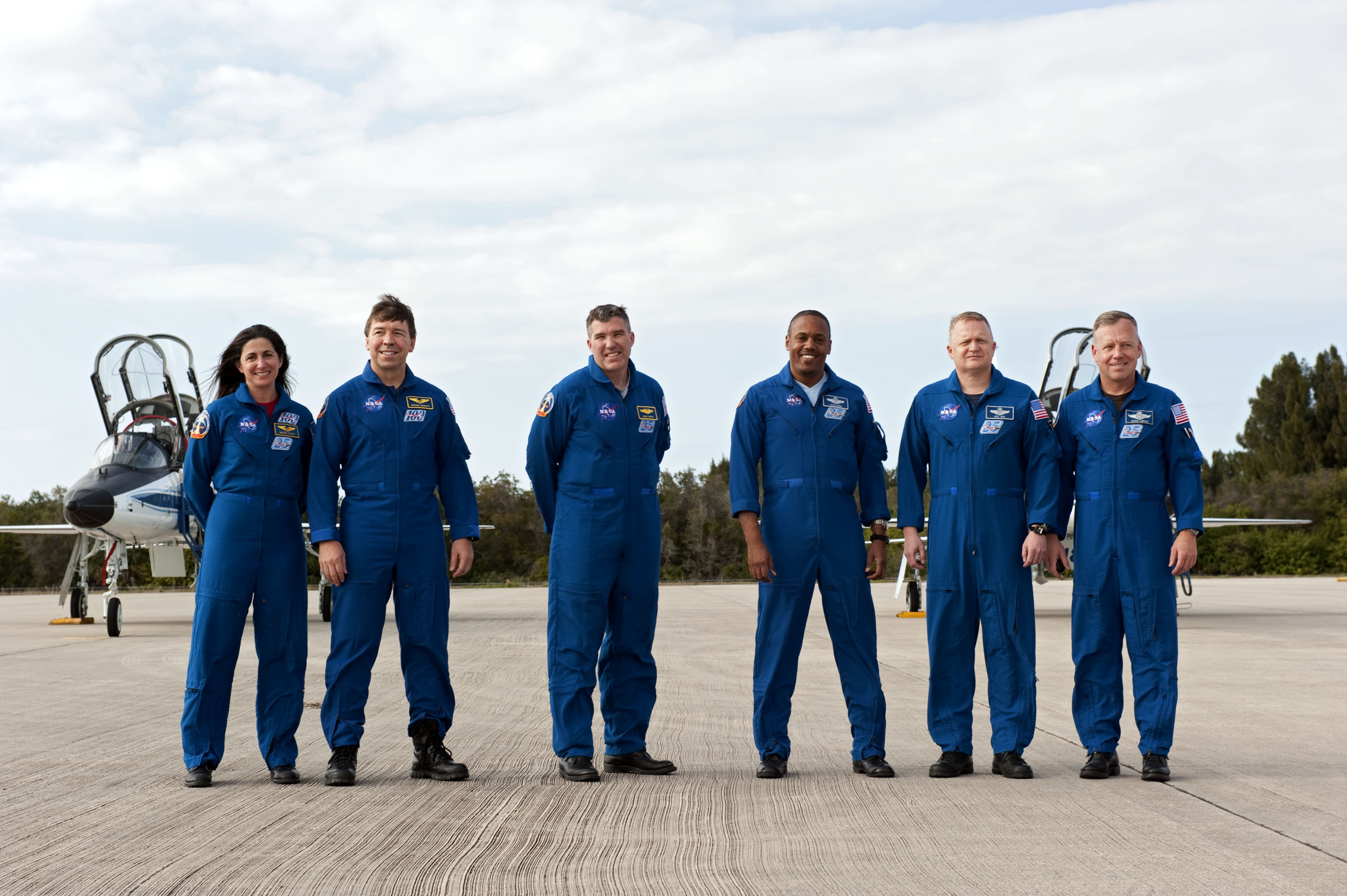
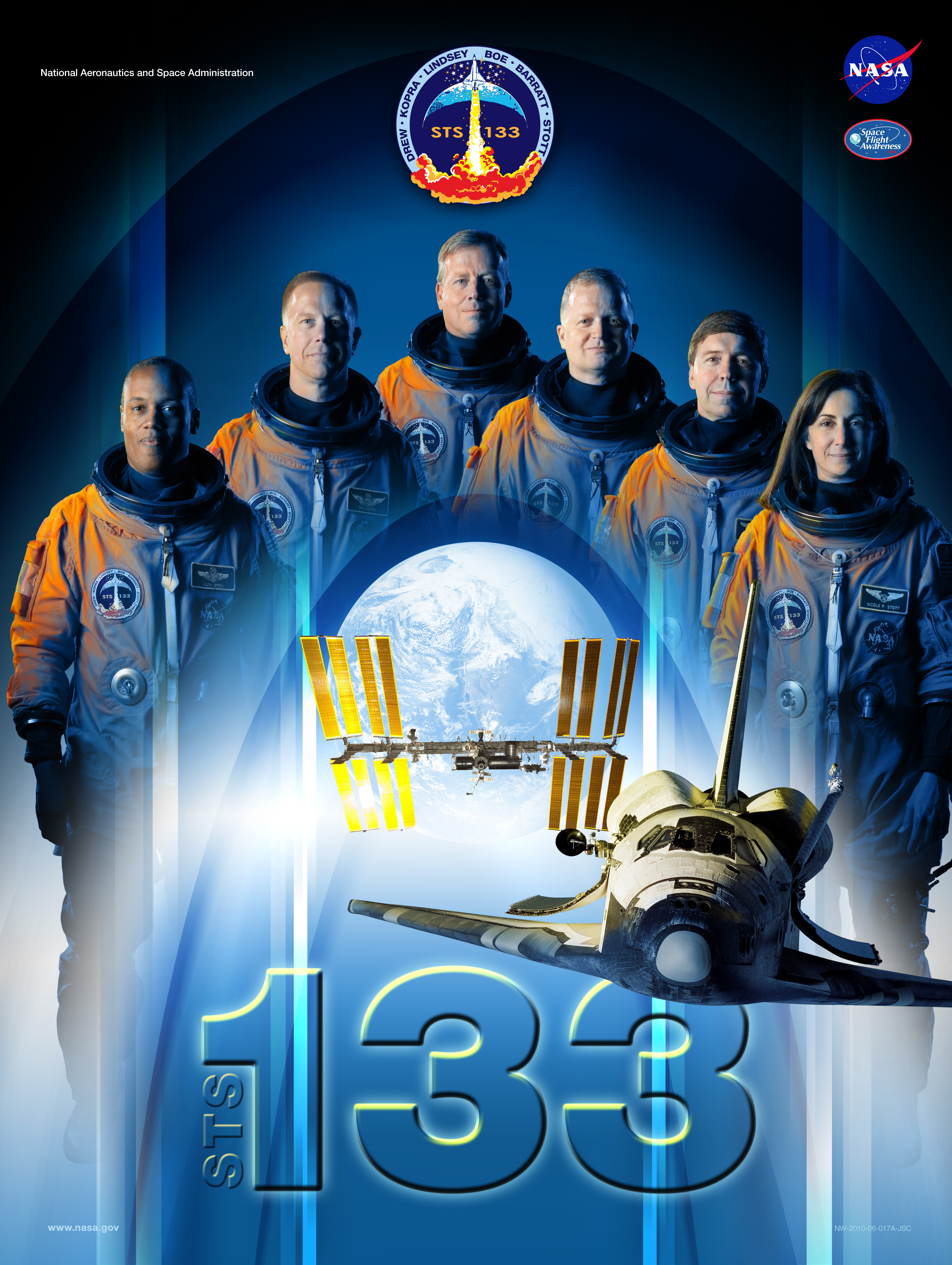
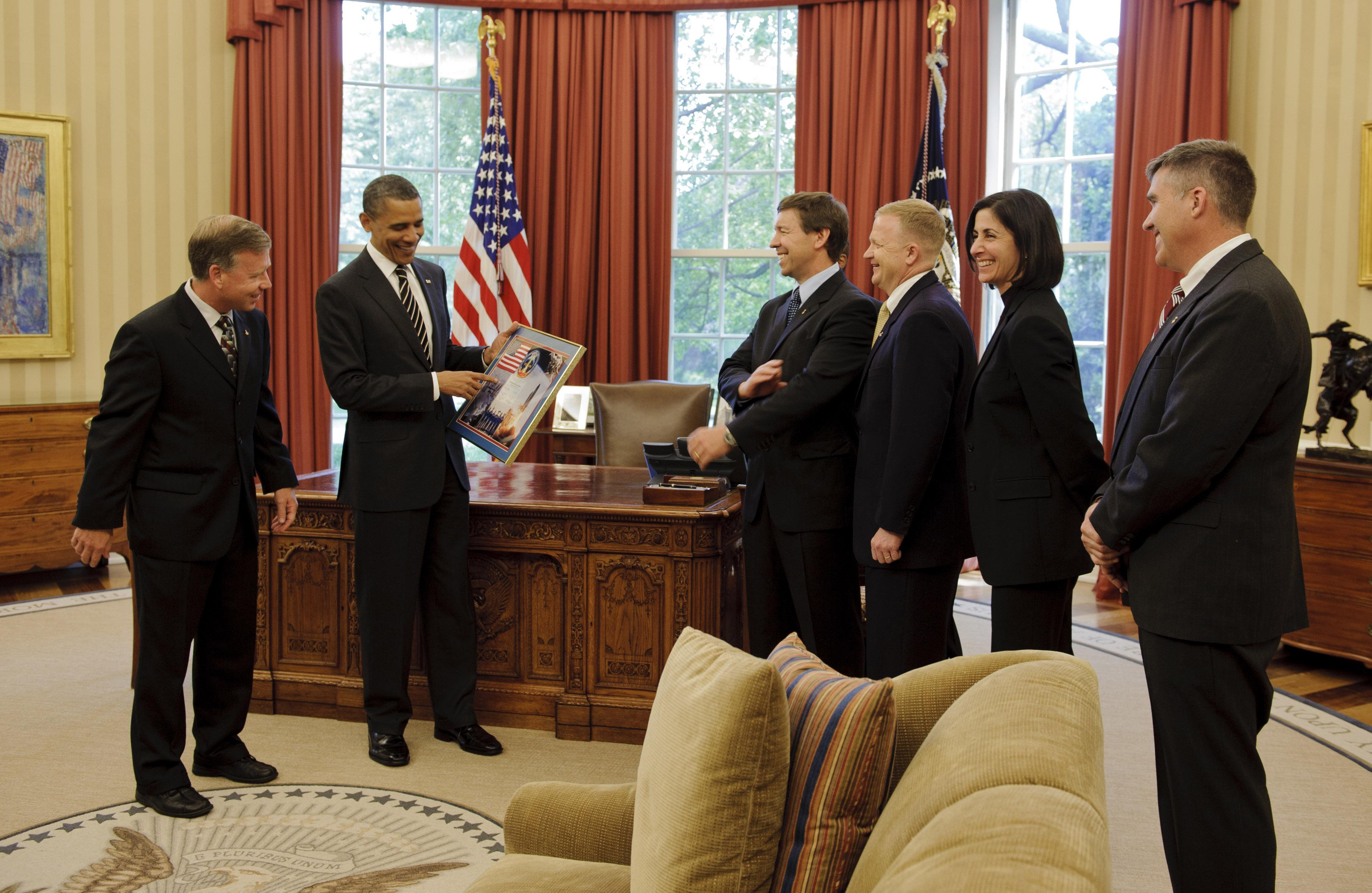